# محطة قطار سيدي مخلوف
محطة قطار سيدي مخلوف من ضمن المحطات الجديدة في الجزائر وتربط بين بوغزول والأغواط .تتواجد شمال شرق ولاية الأغواط، تم الانتهاء من الأشغال بها مطلع عام 2023.
تقع شمال مدينة سيدي مخلوف قرب الطريق السيار شمال جنوب (الجزائر) و هي محطة مختلطة جزء مخصص للبضائع و الجزء الآخر مخصص لنقل المسافرين.

## تاريخ
تم إنشاء محطة سيدي مخلوف لافتتاح خط السكة الحديدية الرابط بين بوغزول والأغواط (خط بوغزول - الأغواط) والذي يمر بولاية الجلفة أيضا. تم تشغيله في مرحلة التجارب النهائية في 14 جوان 2023 .
|  |   |  | محطات القطار         | البلديات             | الربط بالقطار والترامواي            | الربط بالمترو |
|  | - |  | -------------------- | -------------------- | ----------------------------------- | ------------- |
|  | ● |  | محطة قطار بوغزول     | بوغزول               | • خط سكة حديد من بوغزول إلى الأغواط |               |
|  | ● |  | محطة قطار عين وسارة  | عين وسارة            |                                     |               |
|  | ● |  | محطة قطار الجلفة     | الجلفة               |                                     |               |
|  | ● |  | محطة قطار سيدي مخلوف | سيدي مخلوف (الأغواط) |                                     |               |
|  | ● |  | محطة قطار الأغواط    | الأغواط              |                                     |               |